# Corpo de Woronin

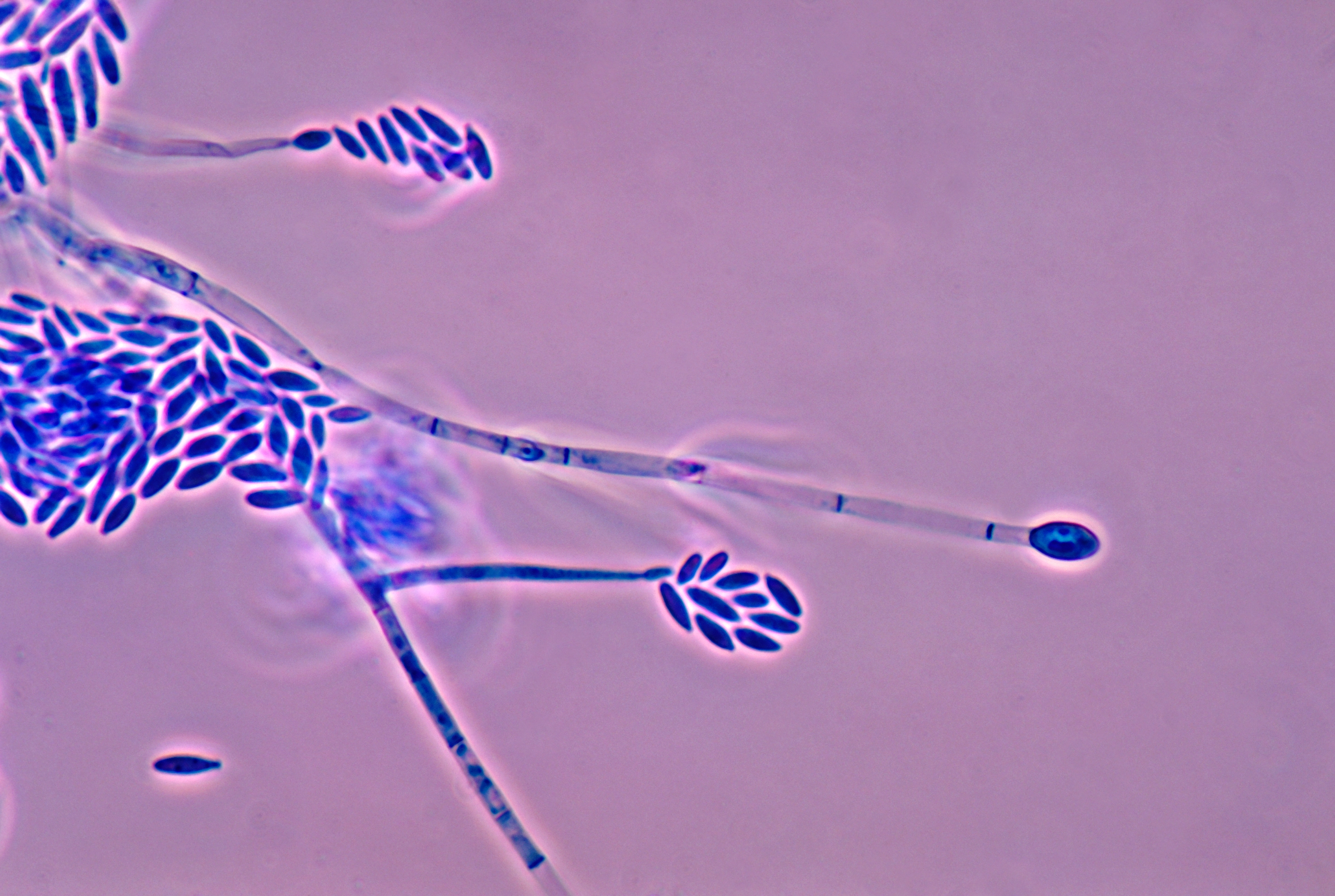
Fusarium é um ascomiceto filamentoso, que apresenta corpos de Woronin.

O corpo de Woronin é um organelo arredondado de 150 a 500 nm de diâmetro, rodeado de membrana e cheio de uma matriz densa cristalina, derivado dos peroxissomas, que pode ser encontrado em alguns gêneros de fungos ascomicetos filamentosos, como por exemplo Aspergillus, Neurospora, Fusarium ou Magnaporthe. O principal componente da sua densa matriz é a proteína Hex1. Os corpos de Woronin estão geralmente associados ao poro septal que separa as células nas hifas, mas também se podem concentrar na parte apical das hifas en certos momentos do ciclo vital.
A primeira função que se descreveu deste organelo foi a de tapar o poro septal quando se produzem danos nas hifas, para evitar a perda do conteúdo celular da hifa. Em Magnaporthe grisea, que infecta as raízes da planta do arroz, parece que os corpos de Woronin são necessários para o correcto desenvolvimento das estruturas infecciosas (apressórios) que invadem a raiz e para a progressão da infecção, e parece que têm uma função protectora contra o ambiente adverso que encontra no seu hospedeiro e contra o estresse nutricional, como a falta de nitrógénio.
O orgánulo recebe o seu nome em honra do micologista russo Mikhail Stepanovich Woronin, que o descreveu.